# Sachsen bei Ansbach
Sachsen bei Ansbach este o comună aflată în districtul Ansbach, landul Bavaria, Germania.